# محوطه کلگه
محوطه کلگه مربوط به سدهٔ ۸–۶ ه.ق است و در شهرستان ارومیه، بخش صومای برادوست، دهستان برادوست، ۷۰ متری غرب روستای خوشالان واقع شده و این اثر در تاریخ ۲۵ آبان ۱۳۸۷ با شمارهٔ ثبت ۲۳۴۸۷ به‌عنوان یکی از آثار ملی ایران به ثبت رسیده است.